# Белоголовый лесной удод
Белоголо́вый лесно́й удо́д (Phoeniculus bollei) — вид птиц из семейства древесных удодов. Благодаря комбинации белой головы, красного клюва и красных ног, взрослые особи белоголового удода хорошо отличаются от других видов семейства. Видовое название дано в честь немецкого ботаника, натуралиста и орнитолога Карла Болле (нем. Carl August Bolle).

## Распространение
Населяет саванны и сухие леса Западной, Центральной и Восточной Африки, на западе встречается в горных и равнинных лесах, а на востоке ареала в Кении и Танзании гнездится только в горных биотопах выше 2000 м н.у.м.
Общественная птица, чаще держится небольшими семейными группами. Преимущественно насекомоядная птица, на манер пищух или дятлов обследует стволы деревьев в поисках беспозвоночных, использует долбление.

## Подвиды
Выделяют три подвида:
- Phoeniculus bollei bollei (Hartlaub, 1858) — Рувензори до Судана и Кении
- Phoeniculus bollei jacksoni (Sharpe, 1890) — от Либерии до Центральноафриканской Республики
- Phoeniculus bollei okuensis Serle, 1949 — Камерун (озеро Оку)